# Saison 2016 de l'équipe cycliste ERA Real Estate-Circus
La saison 2016 de l'équipe cycliste ERA Real Estate-Circus est la quatrième de cette équipe. L'équipe s'appelle ERA-Murprotec du 1er janvier au 2 août inclus puis prend ERA Real Estate-Circus comme nouvelle appellation le lendemain soit le jour de leur première course sous leur nouveau nom au départ du Tour de la province de Namur.

## Préparation de la saison 2016

### Arrivées et départs
| Arrivées     | Équipe 2015                    |
| ------------ | ------------------------------ |
| Jelle Cant   | Toekomstvrienden-Rock Werchter |
| Toon Wouters | BKCP-Corendon                  |

| Départs       | Équipe 2016 |
| ------------- | ----------- |
| Bart Aernouts |             |
| Martin Bína   |             |
| Marcel Meisen |             |

## Coureurs et encadrement technique

### Effectif
| Cycliste               | Date de naissance | Nationalité | Équipe 2015                    |  |
| ---------------------- | ----------------- | ----------- | ------------------------------ |  |
| Jelle Cant             | 19 juin 1992      | Belgique    | Toekomstvrienden-Rock Werchter |  |
| Kevin Cant             | 11 mars 1988      | Belgique    | ERA Real Estate-Murprotec      |  |
| Jasper De Meyer        | 15 avril 1992     | Belgique    | ERA Real Estate-Murprotec      |  |
| Radomír Šimůnek junior | 6 septembre 1983  | Tchéquie    | ERA Real Estate-Murprotec      |  |
| Diether Sweeck         | 17 décembre 1993  | Belgique    | ERA Real Estate-Murprotec      |  |
| Hendrik Sweeck         | 13 janvier 1992   | Belgique    | ERA Real Estate-Murprotec      |  |
| Laurens Sweeck         | 17 décembre 1993  | Belgique    | ERA Real Estate-Murprotec      |  |
| Julien Taramarcaz      | 12 novembre 1987  | Suisse      | ERA Real Estate-Murprotec      |  |
| Toon Wouters           | 21 novembre 1994  | Pays-Bas    | BKCP-Corendon                  |  |

## Bilan de la saison

### Victoires
| Date | Course | Pays | Classe | Vainqueur |
| ---- | ------ | ---- | ------ | --------- |